# Jérôme de Bontin
Jérôme de Bontin (París, Francia, 12 de septiembre de 1957) es un hombre de negocios francés con nacionalidad estadounidense. Es conocido por ser presidente del club monegasco AS Monaco FC de abril de 2008 hasta febrero de 2009, así como gerente general de los Red Bulls de Nueva York de 2012 a 2014, temporadas que incluyen la obtención del Supporters' Shield de la temporada 2013 de la MLS.

## Biografía
Estudió en Estados Unidos donde se graduó en económicas en el Amherst College en Massachusetts, donde estudió junto al príncipe Alberto de Monaco. Hizo su carrera en el campo de las finanzas en Estados Unidos. Es director de Sustainability Investments LLC y Mekar Financial Services. Ha sido también presidente de Crédit Agricole Futures en Viena. Fue vicepresidente de finanzas de Drexel Burnham Lambert y director financiero de Rodman & Renshaw en Chicago.